# Bjarni Benediktsson (1908)
Bjarni Benediktsson (Reikiavik; 30 de abril de 1908 - Þingvellir; 10 de julio de 1970) fue un político islandés. Primer ministro de su país entre el 14 de noviembre de 1963 y el 10 de julio de 1970.

## Biografía
Sus padres fueron Benedikt Sveinsson (1877-1954), líder del movimiento independentista islandés y miembro del Althingi (Parlamento) entre 1908 y 1931, y Guðrún Pétursdóttir.
Benediktsson se casó con Valgerði Tómasdóttir en 1935, pero se separaron después de algunos meses. En 1943 se casó con Sigríði Björnsdóttir (1 de noviembre de 1919-10 de julio de 1970), con quien tuvo cuatro hijos: Björn, Guðrún, Valgerði y Önnu.
Estudió derecho constitucional y se convirtió en profesor en la Universidad de Islandia con 24 años de edad. Fue elegido para el consejo de la ciudad de Reikiavik en 1934 como miembro del Partido de la Independencia. 
Entre 1940 y 1947 fue alcalde de la capital islandesa. En 1947 fue designado ministro de Asuntos Exteriores, y ocupó varios puestos en el gabinete hasta 1956. Su actuación incluyó la participación de Islandia como miembro fundador de la OTAN en 1949.
En 1956, cuando los partidos de centro-izquierda formaron una coalición de gobierno, Benediktsson, fuera de los cargos públicos, pasó a ser editor de Morgunblaðið, un destacado periódico conservador. En 1959, cuando el Partido de la Independencia formó una coalición de gobierno con los socialdemócratas, Benediktsson fue nombrado ministro de Justicia.
En 1961 fue elegido como jefe de su partido, y en 1963 reemplazó a Ólafur Thors como primer ministro. Cumplió funciones en este cargo hasta su muerte, causada por un incendio en la casa de verano del gobierno en Þingvellir; su esposa y su nieto Benedikt Vilmundarsson también perecieron en la tragedia.
Fue el padre de Björn Bjarnason y el suegro de Vilmundur Gylfason.